# European Cricket League
La European Cricket League (ECL), es una liga de cricket profesional Ten10 disputada por los clubes de cricket de los países europeos. Se formó con el objetivo de desarrollar y popularizar el cricket en el continente europeo. La liga fue fundada en 2018 por Daniel Weston con ocho federaciones oficiales miembros del Consejo Internacional de Cricket a bordo, a saber, Rusia, Países Bajos, Francia, Italia, Dinamarca, Rumania, España y Alemania para el primer torneo en 2019. Desde entonces, los organizadores del evento han aumentado el número de federaciones y equipos elegibles para futuros torneos.

## Junta ECL
Roger Feiner, director ejecutivo de ECL, fue director de retransmisiones de la FIFA entre 1999 y 2002, y fue responsable de los derechos televisivos globales y de la retransmisión televisiva de la Copa Confederación de la FIFA en México en 1999 y de la Copa Mundial de la FIFA 2002 en Japón / Corea, entre otros.

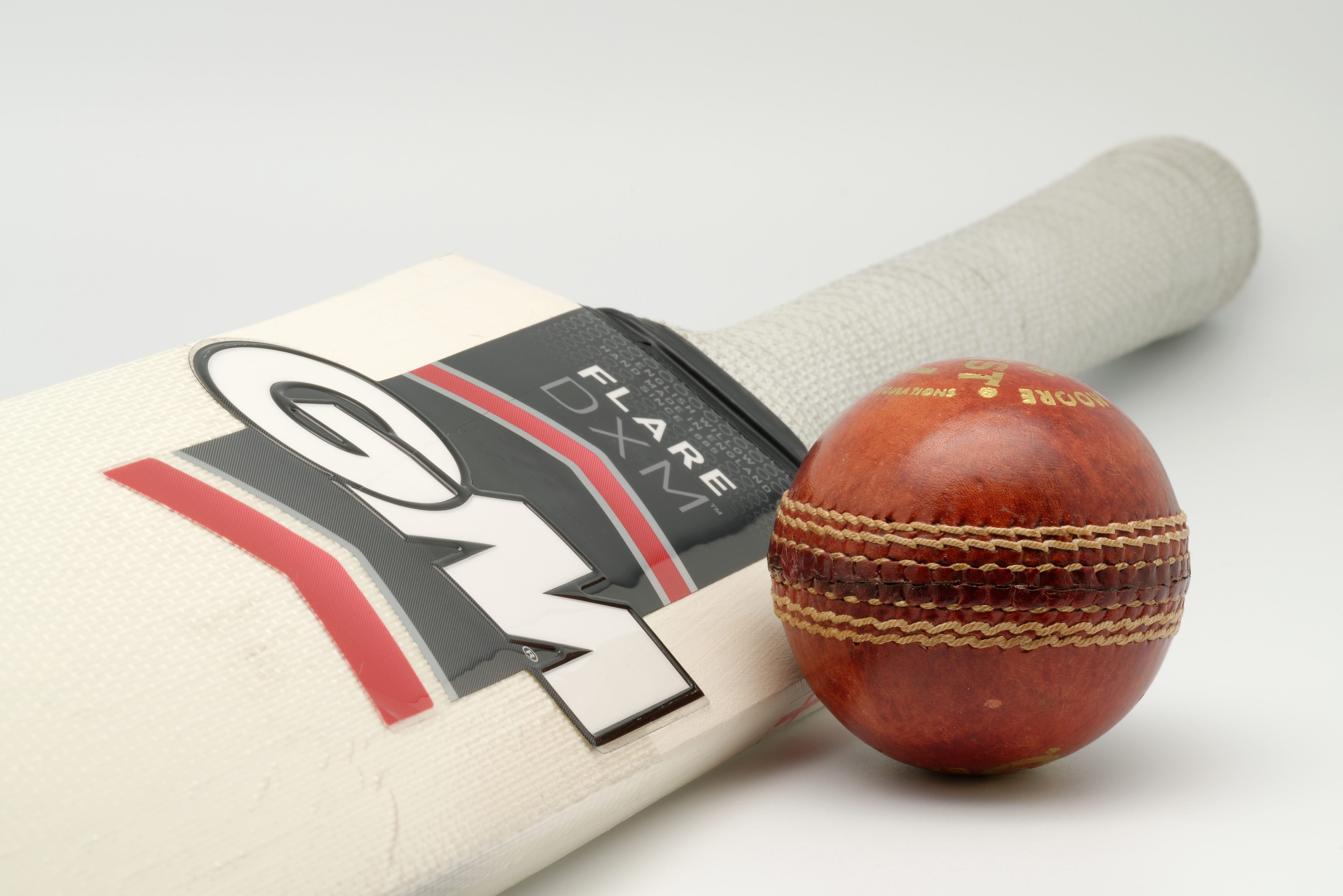
Una pelota de críquet y palo de madera llamado 'BAT'.

## Temporadas y ganadores
- 2019 - La ECL inaugural (ECL19) fue ganada por V.O.C. Rotterdam de los Países Bajos.[5]
- 2020: ECL20 se canceló debido a las crecientes preocupaciones sobre el brote de COVID-19.[6]
- 2021 - ECL21 fue cancelado debido al brote de COVID-19.[7]
- 2022 - A partir del 7 de febrero de 2022, ECL22 se llevará a cabo durante seis semanas en el Cártama Oval, Málaga, España, y comenzará la acción del Grupo A, incluidos los campeones ingleses Tunbridge Wells.[8]